# Сидоровская (Липовское сельское поселение)
Си́доровская — деревня в Вельском районе Архангельской области. Входит в состав муниципального образования «Липовское».

## География
Деревня находится в 1,2 км от озера Верхопуйское, на расстоянии 125 км к северо-запад от города Вельск, административного центра района.

### Часовой пояс
ДеревняСидоровская, как и вся Архангельская область, находится в часовой зоне МСК (московское время). Смещение применяемого времени относительно UTC составляет +3:00.

## История
Указана в «Списке населённых мест по сведениям 1859 года» в составе Вельского уезда Вологодской губернии под номером «2227» как «Сидоровское (Выставка)». Насчитывала 12 дворов, 49 жителей мужского пола и 65 женского.
В материалах оценочно-статистического исследования земель Вельского уезда упомянуто, что в 1900 году в административном отношении деревня входила в состав Верхопуйского сельского общества Верхопуйской волости. На момент переписи в селении Сидоровское находилось 25 хозяйств, в которых проживало 67 жителей мужского пола и 80 женского.

## Население
| 2002 | 2010 | 2012 | 2014 |
| ---- | ---- | ---- | ---- |
| 12   | ↘2   | →2   | ↗3   |

## Транспорт
В 5,5 километрах от деревни проходит автодорога «Долматово — Няндома — Каргополь» (Р2).